# Arthur Holmwood
Arthur Holmwood (later Lord Godalming) is een personage uit Bram Stokers roman Dracula.

## Rol in de roman
Arthur is een rijke Britse man, en een van de drie geliefden van Lucy Westenra. Hij en zijn beste vrienden, Quincey Morris en John Seward, vragen Lucy op exact dezelfde dag ten huwelijk. Lucy accepteert uiteindelijk Arthurs aanzoek, maar wordt door Dracula gebeten en in een vampier veranderd voordat de twee in het huwelijk kunnen treden.
Nadat Lucy een vampier is geworden, is het Arthur die haar een staak door het hart slaat en haar zo verlost van een bestaan als vampier. In de rest van het verhaal neemt Arthur deel aan de jacht op Dracula. Halverwege het verhaal sterft Arthurs vader en erft Arthur zijn titel als Lord Godalming.
Arthur neemt deel aan het laatste gevecht met Dracula. In de epiloog, die zich zeven jaar na het gevecht afspeelt, blijkt Arthur te zijn getrouwd. Met wie is niet bekend.

## In andere media
Hoewel hij een van de hoofdpersonen is in het boek, wordt Arthur in verschillende bewerkingen van het verhaal weggelaten. Tot op heden is hij door de volgende acteurs gespeeld in enkele verfilmingen van het verhaal:
- Cary Elwes in Bram Stoker's Dracula
- Michael Gough in Dracula (1958)
- Simon Ward in Dracula (1973)
- Dan Stevens in Dracula (2006)

In de film Count Dracula uit 1977 komt Arthur ook voor, maar hierin is zijn personage gemengd met dat van Quincey Morris.